# Ненад Јестровић
Ненад Јестровић (Обреновац, 9. мај 1976) је бивши српски фудбалер и репрезентативац Србије и Црне Горе. Играо је на позицији нападача.

## Каријера
Каријеру је започео у Радничком из Обреновца, да би затим прешао у редове ОФК Београда, одакле је отишао на позајмицу у Раднички из Пирота, а затим одлази у Француску где наступа годину дана за Бастију, и две за Мец. У 2000. години започиње успешну епизоду у Белгији, где стиче пуну међународну афирмацију. Једна сезона у Мускрону и четири и по у Андерлехту донеле су му надимак Јестрогол.
Два пута је био најбољи стрелац белгијске лиге у сезони 2002/03. и сезони 2004/05. За Андерлехт је у 114 одиграних утакмица, у лиги, белгијском купу и еврокуповима постигао 104 гола. У новембру 2005. је искључен са утакмице Лиге шампиона због расистичких увреда, а касније и кажњен од стране клуба.
У јануару 2006. прешао је у Ал Аин из Уједињених Арапских Емирата, где је постигао 10 000-ти гол лиге УАЕ у свом првом мечу. Затим је 2007. играо за још један клуб из УАЕ, Ал Наср и у сезони 2006/07. постао најбољи стрелац УАЕ лиге.
У сезони 2007/08. је играо у Црвеној звезди, када је и био најбољи стрелац Суперлиге Србије са 13 голова. Током 2008. године је играо у турском Коџаелиспору, а последњи клуб у којем је играо је био француски Мец 2009. године.
По завршетку каријере почео је да се бави менаџерством и ловом на талентоване фудбалере, и између осталих је и менаџер Александра Митровића кога је и довео у свој бивши клуб Андерлехт.

## Репрезентација
За јуниорску репрезентацију Југославије одиграо је 11 мечева и постигао 7 голова. За репрезентацију Србије и Црне Горе је одиграо 12 мечева и постигао 5 голова. За сениорску репрезентацију Србије и Црне Горе је дебитовао 30. априла 2003. у пријатељској утакмици са репрезентацијом Немачке (0:1).